# Dénes Pungor
Dénes Pungor (* 1. November 1987) ist ein ehemaliger ungarischer Skispringer.
Pungor begann seine internationale Karriere 2004 beim Continental-Cup-Springen in Planica, wo er den 80. sowie den 72. Platz erreichte. Auch in den folgenden Continental-Cup-Springen gelang es ihm nicht, die Punkteränge zu erreichen. Am 30. Juni 2006 startete er zwischenzeitlich für ein Springen in Bischofshofen im Rahmen des FIS Cups, jedoch auch ohne Erfolg. Nach einer weiteren Continental-Cup-Saison ohne Punktgewinn gewann er überraschend bei den Ungarischen Meisterschaften 2007 in Kőszeg die Goldmedaille im Einzel. Ein Jahr später startete er erneut bei den Ungarischen Meisterschaften, jedoch in der Juniorenklasse und gewann dabei erneut Gold. Trotz dieses Erfolges beendete er aufgrund fehlender messbarer Erfolge auf internationaler Ebene im selben Jahr seine internationale Karriere.